# Rue Claude-Decaen
Rue Claude-Decaen je ulice v Paříži. Nachází se ve 12. obvodu. Ulice nese jméno francouzského generála Clauda Théodora Decaena (* 1811), který padl v roce 1870 během prusko-francouzské války.

## Poloha
Ulice vede od křižovatky s Boulevardem Poniatowski a končí na Place Félix-Éboué

## Historie
Ulice se vyskytuje pod názvem Chemin des Meunars na plánu z roku 1730 jako polní cesta, která spojovala Paříž a Charenton. V 19. století se cesta nazývala Chemin des Meuniers a později Rue du Chemin-de-Reuilly. V roce 1875 získala název Rue Decaen a od 1. února 1877 nese jméno Rue Claude-Decaen.

## Významné stavby
- na místě domu č. 11 se nacházelo nádraží gare de la rue Claude-Decaen